# لامپرتسوالده
لامپرتسوالده (به آلمانی: Lampertswalde) یک شهر در آلمان است که در Meissen واقع شده‌است. لامپرتسوالده ۱٬۹۸۴ نفر جمعیت دارد.